# 大曽根駅
大曽根駅（おおぞねえき）は、愛知県名古屋市東区・北区にある、東海旅客鉄道（JR東海）・名古屋鉄道（名鉄）・名古屋市交通局（名古屋市営地下鉄）の駅および名古屋ガイドウェイバスの停留場である。
所在地は名古屋市営地下鉄が北区、その他が東区に位置する。

## 乗り入れ路線
JR東海の中央本線、名鉄の瀬戸線、名古屋市営地下鉄の名城線、（2号線・4号線）名古屋ガイドウェイバスのガイドウェイバス志段味線（ゆとりーとライン）が乗り入れている。JRの駅には「CF04」、名古屋鉄道の駅には「ST06」、地下鉄の駅には「M12」、当駅が起点のガイドウェイバスの駅には「Y01」の駅番号が設定されている。なお地下鉄名城線は、線路名称上は金山方面が2号線（当駅が起点）、名古屋大学方面が4号線（当駅が終点）となっている。
JRの運行形態の詳細は「中央線 (名古屋地区)」を参照。
名古屋市内では名古屋駅、金山駅（金山総合駅）に次ぐ乗り入れ鉄道路線数である。
manaca、TOICAの利用履歴はJRが「大曽根」、名鉄が「名鉄大曽」、地下鉄が「市地大曽」と表示、印字される。ゆとりーとラインはバスと同じ扱いであり、GWバスと表示される。
各路線の改札は分けられており、連絡改札も存在しないので乗り換えの際は改札外に出る必要がある。

## JR東海
事務管理コードは△530520を使用している。

### 歴史
- 1895年（明治28年）：周辺町村により「大曽根停車場設置期成同盟会」が結成。
- 1900年（明治33年）7月25日：現在の中央本線にあたる国有鉄道、名古屋駅 - 多治見駅間が開業。千種駅 - 勝川駅間に駅の設置なし。
- 1903年（明治36年）：大曽根に駅の設置認可。
- 1904年（明治37年）：城東合資会社設立。
- 1905年（明治38年）：城東合資会社により用地買収完了。
- 1907年（明治40年）：大曽根停車場設置同志会より城東合資会社に対し追加出資。
- 1910年（明治43年）：竣工。
- 1911年（明治44年）
  - 4月9日：中央西線の駅として開業[2]。
  - 5月1日：線路名称改定[5]。当駅を含む中央西線が中央本線に編入される[5]。
- 1945年（昭和20年）4月7日：駅東の三菱発動機等への空襲により大曽根駅が全壊、駅員37名中30名が殉職[1]。爆撃直前にいた乗客100人は、爆撃を避けるため駅員が列車を勝川に向けて出発させたため、全員無事だった。
- 1964年（昭和39年）4月1日：貨物の取り扱いを、専用線発着のものに限定[2]。
- 1971年（昭和46年）12月20日：名古屋市営地下鉄名城線の延伸開業に伴い、北口改札を新設。
- 1982年（昭和57年）11月15日：貨物の取り扱いを廃止[2]。
- 1986年（昭和61年）11月1日：国鉄での荷物の取り扱いを廃止[2]。
- 1987年（昭和62年）4月1日：国鉄分割民営化により、東海旅客鉄道（JR東海）が継承[2][6]。
- 1992年（平成4年）5月16日：自動改札機を設置[7]
- 1999年（平成11年）9月16日：北口高架下の商業施設として「アスティ大曽根」が開業[8]。
- 2006年（平成18年）11月25日：ICカード「TOICA」の利用が可能となる。
- 2022年（令和4年）3月12日：南口を無人化[4]。南口にサポートつき指定席券売機を導入[4]。

### 駅構造
築堤上（一部高架上）に1面2線の島式ホームを有する高架駅。南北に伸びるホームの西側（1番線）を多治見方面行きの下り列車が使用し、ホームの東側（2番線）を名古屋方面行きの上り列車が使用する。他に、ホームのない待避線（副本線）が上下線外側に1本ずつあり、貨物列車や回送列車の待避に（ダイヤ混乱時にはまれに優等列車の追越や普通・快速列車の待避にも）利用されている。
改札口は、南口改札と北口改札の2か所がある。北口改札は高架下に位置するが、南口改札は築堤の西側に設けられている。南口改札には木造平屋建ての駅舎があったがマンション併設の駅ビルに建て替えられ、その1階部分に改札口とコンビニエンスストアが入居している。開業時は現在の南口改札のみだったが、1971年（昭和46年）に地下鉄名城線の延伸開業に伴い北口改札が設けられた。このため、北口改札からホームまでは100m弱の距離があり、高架下の改札内の階段と築堤上の上下線の間に挟まれた上屋つきの通路で連絡されている。南口改札とホームは築堤内のトンネル式の通路で連絡されており、JRにおけるナゴヤドームへの最寄り出口でもあるため、ナゴヤドーム口（バンテリンドーム口）という副称がつけられている。
駅員配置駅（直営駅）である。駅長は配置されていないため、千種駅が当駅を管理する。また、混雑時（主にドームイベント終了時）は東海交通事業の職員がホームで案内に当たる。「JR全線きっぷうりば」は北口改札にのみある。南口改札は2022年3月12日より無人化され、「JR全線きっぷうりば」の代替としてサポートつき指定席券売機が設置されている。北口改札、南口改札とも自動改札機、自動券売機が設置されているが、エレベーターや多機能トイレは北口改札にのみあり、南口改札は階段のみである。
JRの特定都区市内制度における「名古屋市内」の駅である。特急「しなの」は通過するが、快速、普通と「ホームライナー」が停車する。
上り待避線の東側には側線の痕跡が残っている。ここに存在した側線から分岐する2本の専用線があったが、1982年（昭和57年）までに廃止された。1本は駅の東に隣接する三菱電機名古屋製作所の専用線で、築堤を下って製作所内へ向かっていた。もう1本は日本専売公社名古屋工場（後の日本たばこ産業名古屋工場、跡地はイオンモールナゴヤドーム前）の専用線で、駅南方へ向かった後、スイッチバックを行い東へ進路を変え、工場へ向かっていた。
下り待避線の西側には、名鉄瀬戸線につながる貨物線があり、瀬戸線との貨物の連絡輸送が行われていた。貨物輸送廃止後は、跡地にJR関連のビルが建設されている。

#### のりば

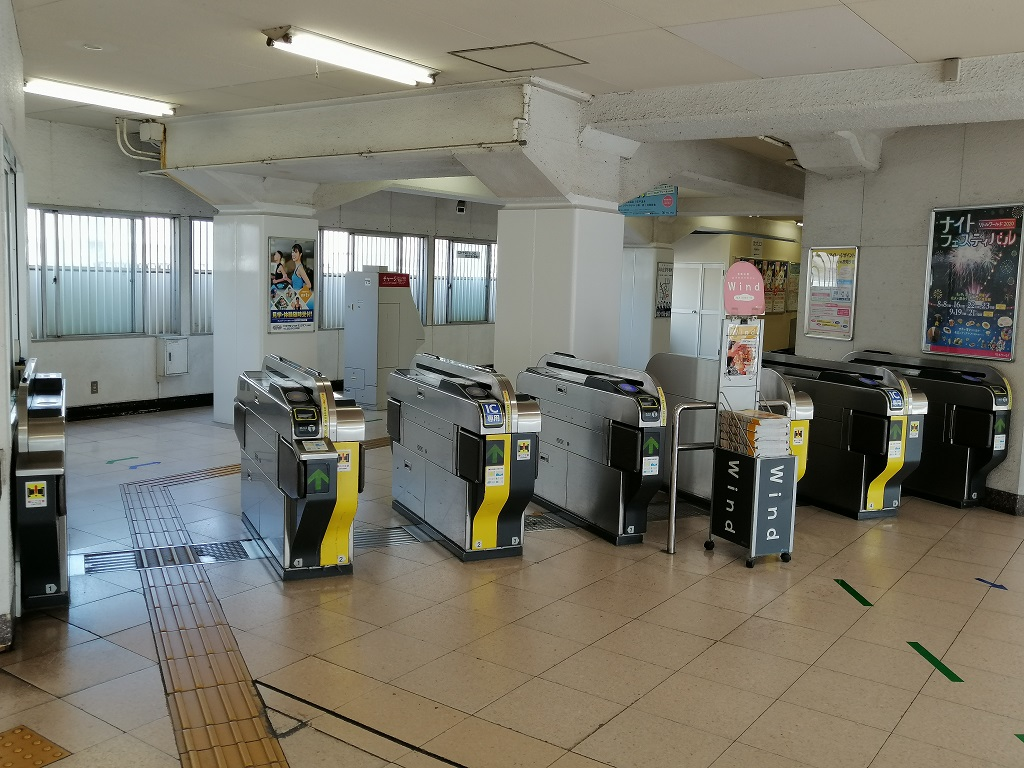
改札口（2020年8月）
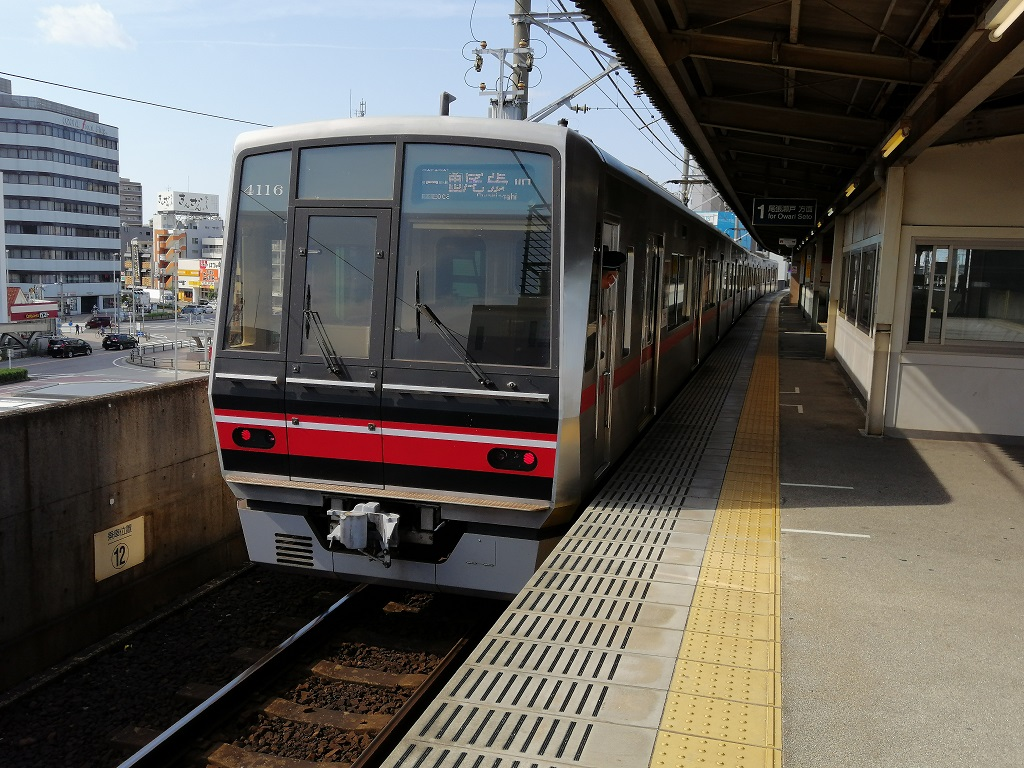
ホーム（2020年8月）
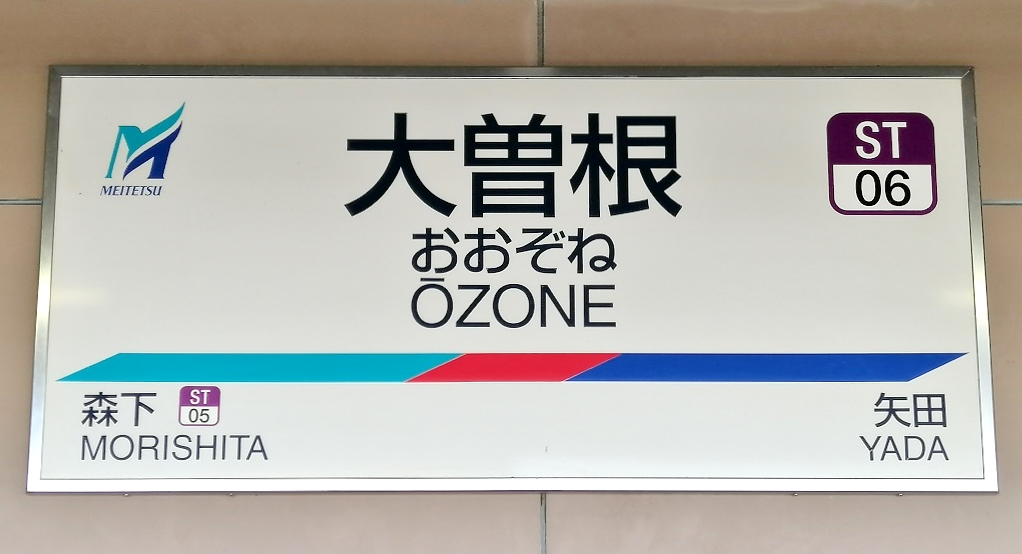
駅名標（2020年8月）

| 番線 | 路線        | 方向 | 行先       |
| ---- | ----------- | ---- | ---------- |
| 1    | CF 中央本線 | 下り | 多治見方面 |
| 2    | CF 中央本線 | 上り | 名古屋方面 |

（出典：JR東海:駅構内図）

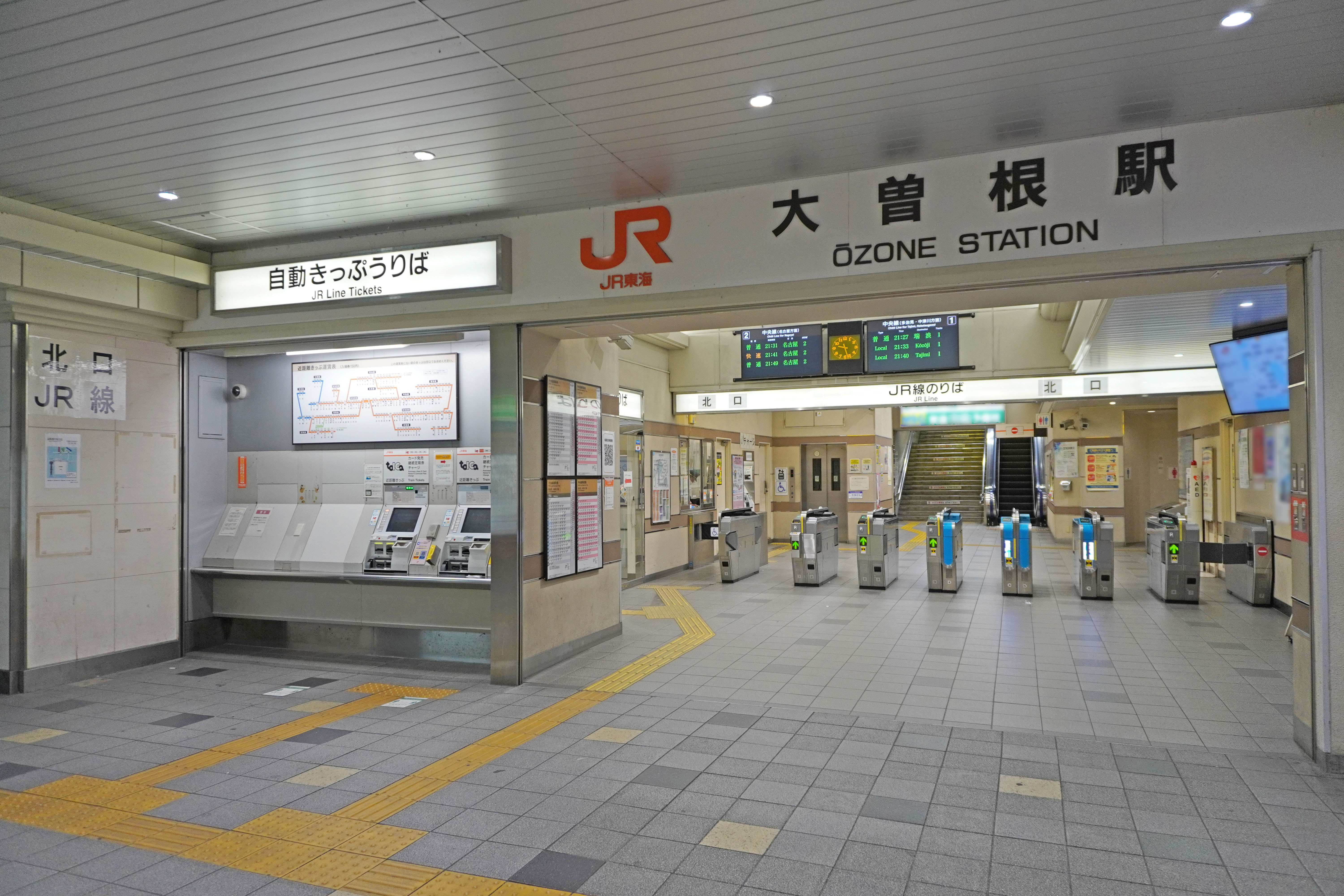
北改札（2023年1月）
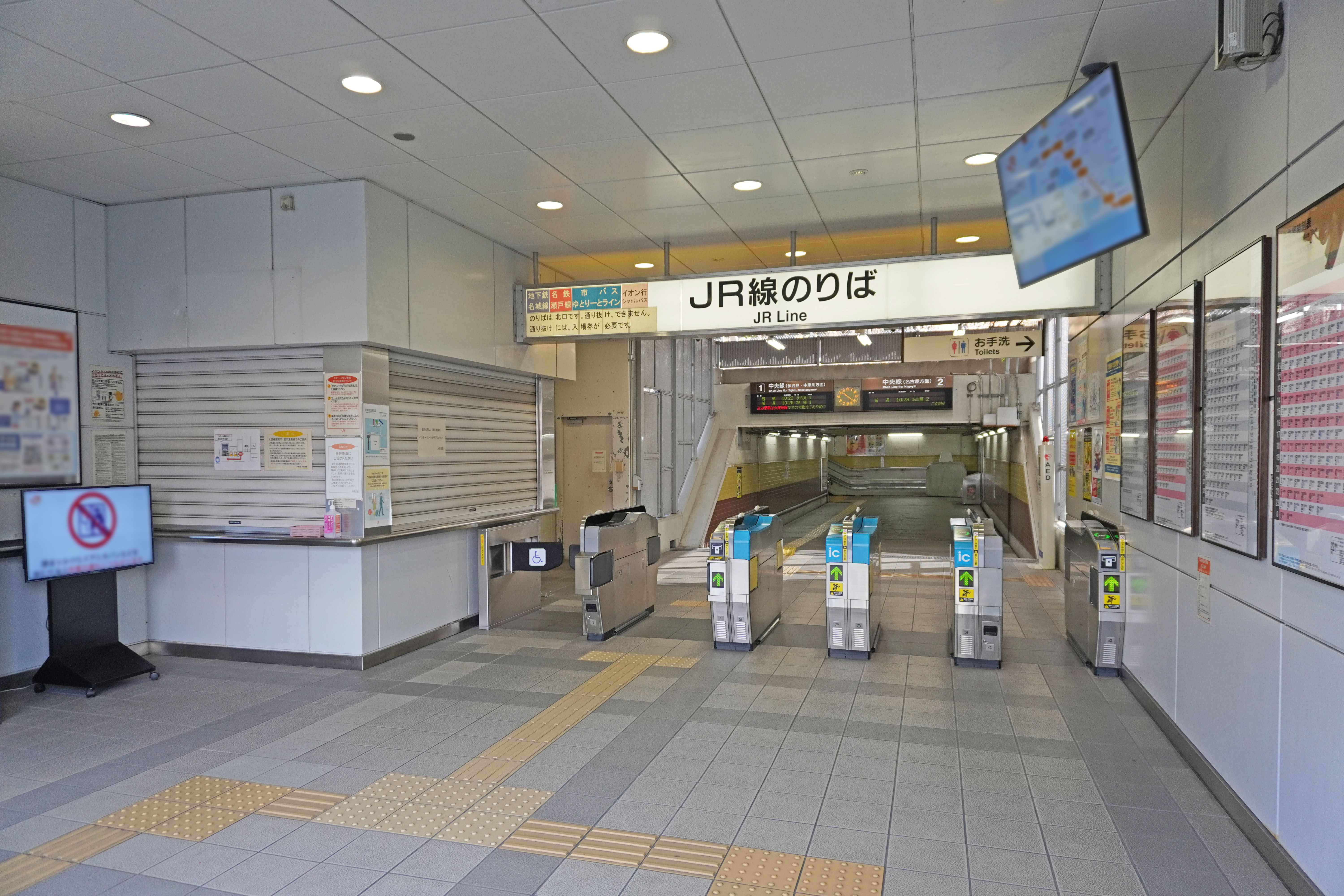
南改札（2023年1月）
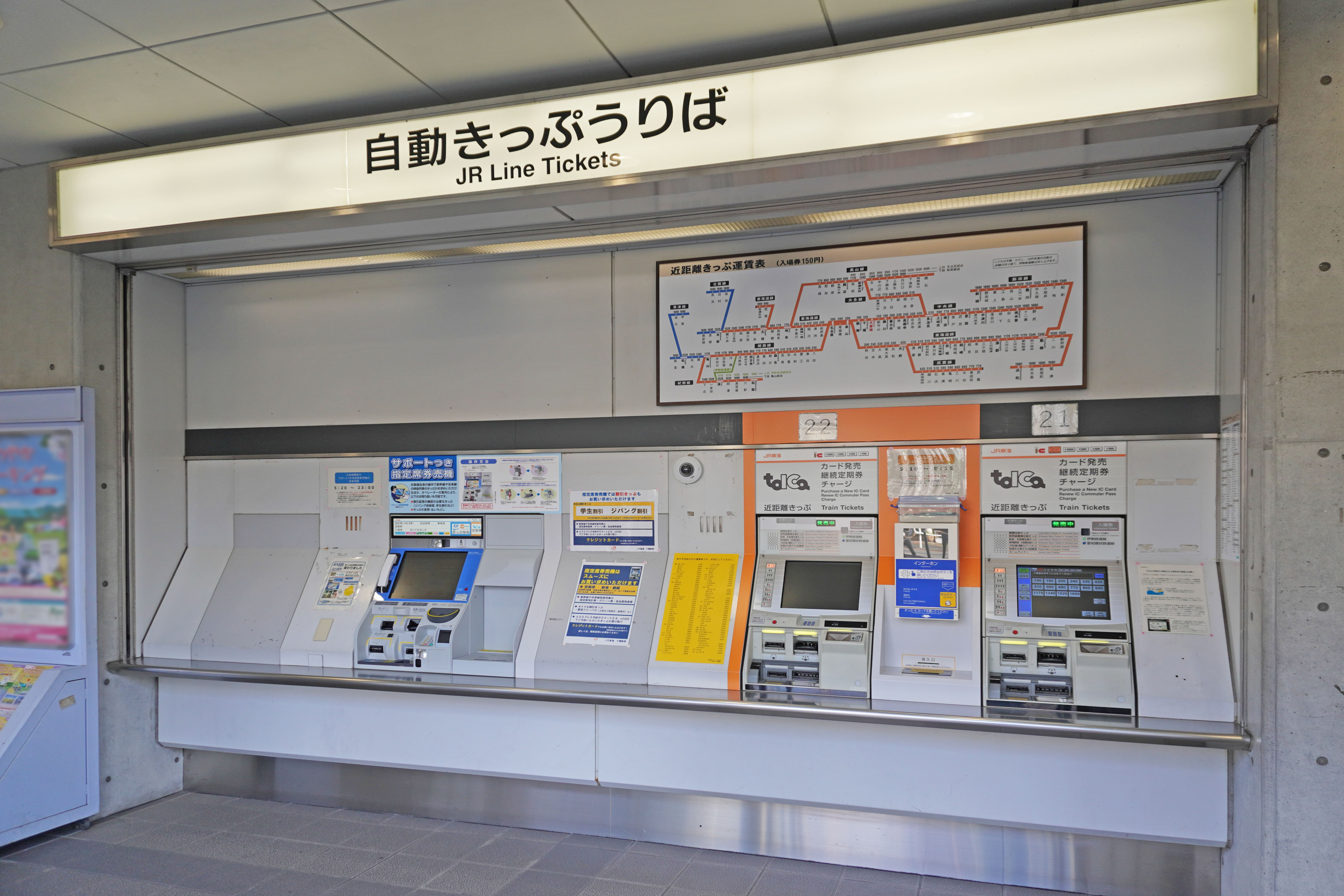
南口切符売り場（2023年1月）
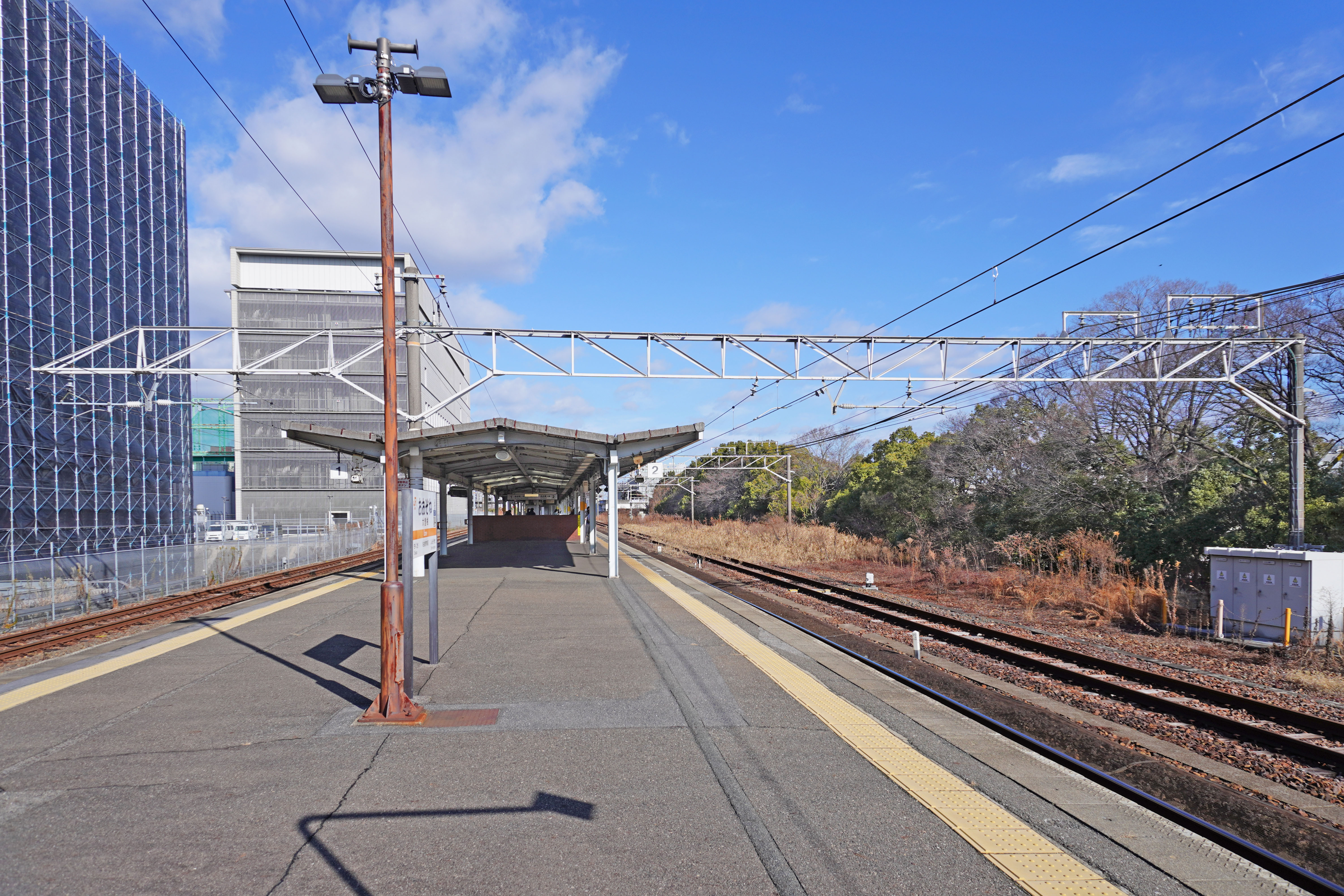
ホーム（2023年1月）
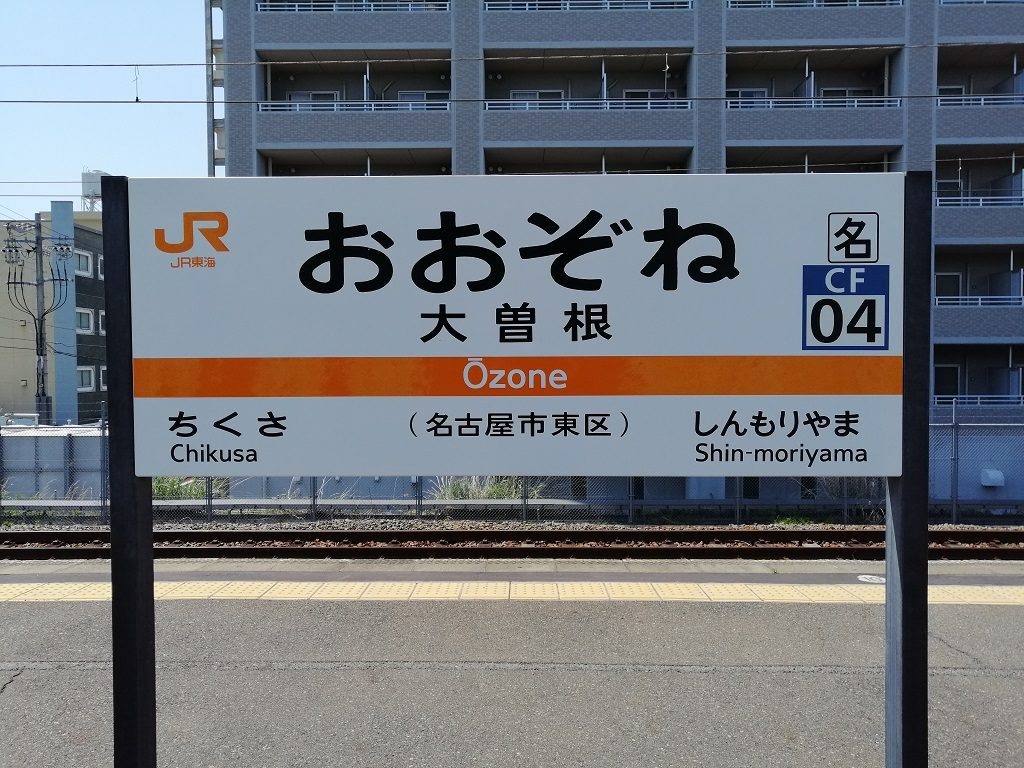
駅名標（2020年4月）

## 名古屋鉄道

### 歴史
- 1906年（明治39年）3月1日：瀬戸自動鉄道の駅として開業。
- 1978年（昭和53年）2月15日：瀬戸線での貨物営業廃止[10]。
- 1983年（昭和58年）8月21日：高架化[11]。
- 1996年 (平成8年) 3月：ホームとコンコースを結ぶエレベーターの併用を開始。
- 2011年（平成23年）2月11日：ICカード「manaca」の利用が可能となる。
- 2012年（平成24年）2月29日：トランパスの使用を終了。
- 2020年（令和2年）7月15日：コンコースと地上を結ぶエレベーターの併用を開始。

### 駅構造
高架上に6両編成対応の島式ホーム1面2線を有する高架駅。1983年（昭和58年）に地上駅から高架駅となった。駅の正面は西側に位置し、高架下の1階が商業施設、2階が改札とコンコース、3階がホームとなっている。高架線およびホームの高さは隣接するJR線よりも高く、駅の北側でJR線をオーバークロスしている。終日駅員配置駅であり、瀬戸線内の多くの駅を管理している。南北に伸びるホームの西側（1番線）を下り列車が、東側（2番線）を上り列車が使用する。当駅で折り返す列車がなく、渡り線や引き上げ線、絶対信号機などが存在しないため、停留所に分類される。なお、後述の地上駅時代は普通列車に当駅折り返し列車があったため、6600系は英字入り幕に交換されるまで「普-大曽根」のコマがあった。
駅はJR大曽根駅北改札や、名古屋ガイドウェイバス大曽根駅に隣接する。改札口は1か所のみ。自動券売機が2台（継続manaca定期乗車券の購入も可能）、自動改札機が5通路（窓口側の1通路は広幅タイプ）のほか、自動精算機も1台設置されている。2006年（平成18年）8月よりトランパスの導入に伴い、改札口の改修工事が行われ、改札口にもLED2段式の発車案内表示が設置された。以前はホームに行灯式発車案内が設置されていた。なお、かつては南隣に駅前駅があり、大曽根駅南改札とは同駅が連絡していた（1944年（昭和19年）休止、1956年（昭和56年）廃止）。
manaca定期券を作る際、名鉄の定期券と地下鉄の定期券を連絡定期券として一つにまとめることができるが、導入当初は名鉄瀬戸線と名古屋市営地下鉄の連絡駅は栄町駅と栄駅のみに限定されており、大曽根を連絡駅とすることはできなかった。しかし2012年（平成24年）4月21日のmanacaとTOICAの相互利用開始に伴い、大曽根駅も連絡駅として追加された。
2018年（平成30年）春ごろより大曽根駅の再開発計画に伴い、1階の大曽根プラザ（大曽根駅舎）に入居していたテナントが全て閉店した。その後、2020年（令和2年）7月15日にμPLAT（ミュープラット）大曽根としてリニューアルオープンした。
2021年（令和3年）9月25日には自動改札機が増設され（2通路増えて7通路になった）、概ね入場用と出場用に分けられた。

#### のりば
| 番線 | 路線      | 方向 | 行先         |
| ---- | --------- | ---- | ------------ |
| 1    | ST 瀬戸線 | 下り | 尾張瀬戸方面 |
| 2    | ST 瀬戸線 | 上り | 栄町ゆき     |

- 改札口（2020年8月）
- ホーム（2020年8月）
- 駅名標（2020年8月）

#### 配線図
| ← 尾張瀬戸方面 | 大曽根駅 構内配線略図（高架化後） | → 栄町方面 |
| 凡例 出典:     |                                   |            |

地上駅時代は北側が駅の正面で、駅の北側を通る県道15号と、瀬戸線と後述の引き込み線（踏切の南側で東側に分岐している）の間に挟まれた通路で連絡されていた。また瀬戸線は、駅の北側で国鉄線をアンダークロスしていた。2面3線の相対式ホームで、1番ホームと2・3番ホームは駅前広場と駅の西側を通る県道216号を結ぶ踏切で連絡されており、それぞれのホームに改札口があった。2・3番ホームと直結した木造2階建ての駅舎の裏に国鉄線につながる貨物用の引き込み線と留置線があり、国鉄との貨物の連絡輸送が行われていた。貨物線の前身は瀬戸電気鉄道以来の車両基地だった大曽根車庫で、1945年（昭和20年）に戦災で焼失し、検車機能が喜多山検車区に移転するまでは瀬戸線車両の拠点だったほか、瀬戸電気鉄道時代の本社もここにあった。名鉄の6600系電車も、この貨物線を通じて搬入された。
高架化に伴い駅は東寄りに移動したが（現在の駅前広場の位置に旧駅舎があった）、駅西側の町名の境界（区界）は未だに地上駅時代の線路に沿った緩い曲線で分割されている。
|                                                        | ↑ 尾張瀬戸方面                  |
|                                                        | 大曽根駅 構内配線略図（1943年） |
|                                                        | ↓ 大津町・堀川方面              |
| 凡例 出典:停車場配線略図 昭和18年4月1日調査 破線は省線 |                                 |

## 名古屋市営地下鉄

### 歴史
- 1971年（昭和46年）12月20日：開業[21]。当時は栄・市役所方面からの終着駅であった[21]。
- 2000年（平成12年）1月19日：4号線当駅 - 砂田橋間の開業に伴い途中駅となる。
- 2002年頃（平成14年）：  西改札口にエレベーターが設置される。
- 2004年（平成16年）10月6日：4号線環状部全通。前年の名古屋大学延伸と合わせ、名古屋市東部で地下鉄各線と接続を果たし、当駅経由の流動が大きく変化する。
- 2020年（令和2年）10月19日：可動式ホーム柵使用開始[22]。
- 2023年（令和5年）4月1日：組織改正により名城線北部駅務区栄管区駅管轄駅から名城線運転区管轄駅に変更。[23]

### 駅構造
島式ホーム1面2線を有する地下駅。改札口は2ヶ所、出入口は6ヶ所ある。これらの他にE1出入口が地下街オズガーデン内にある。
アクセントカラーは、青紫。
ナゴヤドーム前矢田駅側に引き上げ線があり、当駅折り返しの列車が利用する。また、完全な終着駅だった名残で平安通側には片渡り線も残されている。名港線直通列車はほとんど当駅で折り返し（バンテリンドームナゴヤで野球などのイベントが開催される場合はナゴヤドーム前矢田駅まで臨時に一区間延長される）、名城線を走る列車も一部が当駅を終点とする。ここから栄・金山方面は本数が倍増し、平日朝ラッシュ時は3分、昼間は5分、平日夕ラッシュ時は3.5分間隔で運転される（平日朝夕ラッシュは主に名港線方面から右回り列車として当駅を発着後に隣のナゴヤドーム前矢田駅から大曽根行きとなり、名城線を一周した後当駅で左回り列車として折り返し、名城線を一周した後名古屋港行きとして当駅に到着し金山駅から名港線方面へ向かう形になっている）。早朝の一部時間帯や深夜には名古屋港行きは設定されておらず、名城線左回りに乗り金山で乗り換えとなる。なお、当駅から新瑞橋駅周辺へは右回り・左回りのどちらに乗っても所要時間はほとんど変わらない（新瑞橋駅から2駅金山駅寄りの堀田駅で両回りとも所要時間30分となる）。路線上は当駅から名古屋城・栄・金山方面が2号線、本山・八事方面が4号線であり、いずれも当駅が起点となっているが、当駅で右回り方向に折り返す列車はなく、一体に運行されている。
開業時にはまだ名古屋市電が走っていたため、1番出口と6番出口は市電矢田四丁目停留場と乗り換えの利便性を考えた位置に開設された。そのため、コンコースは、ホームと引き上げ線の上に、環状線（名古屋市道名古屋環状線）の地下を長く東西に伸びている。
現在でも市バスの大曽根（東）停が1番出口と6番出口付近に設置され、環状線東方面の系統、名駅15・吹上11・曽根11・森.新［支］（新守山駅行きのみの運行）が停車している。
1976年（昭和51年）には星ヶ丘駅とともに、名古屋市内で初めて、磁気乗車券用自動改札機が導入された。
当駅は、名城線運転区が管轄している。

#### のりば
| ホーム | 路線          | 方向   | 行先     |
| ------ | ------------- | ------ | -------- |
| 1      | 名城線 名港線 | 左回り | 栄方面   |
| 2      | 名城線        | 右回り | 本山方面 |

（出典：名古屋市交通局:駅構内図）

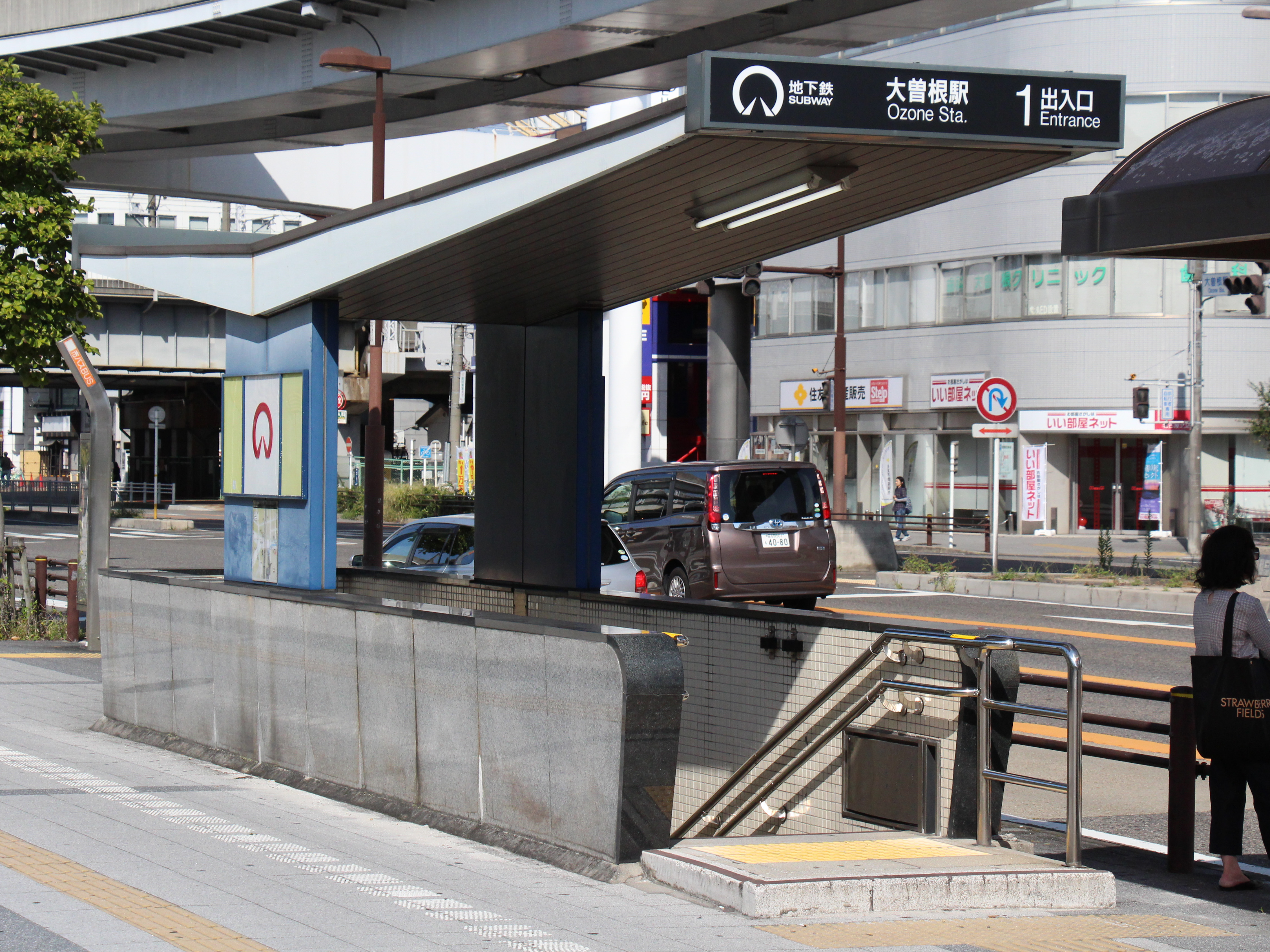
1番出入口（2017年10月）
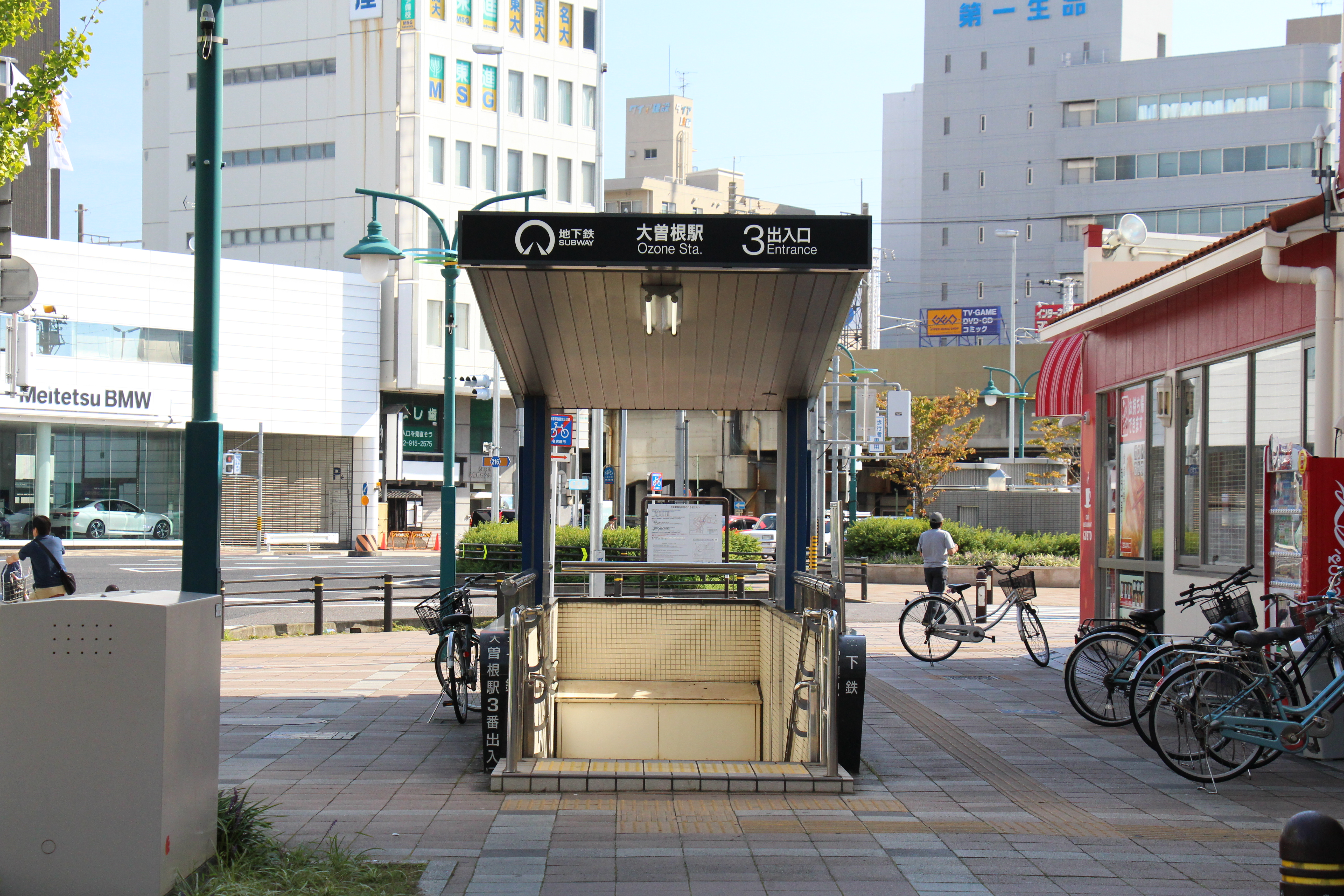
3番出入口（2017年10月）
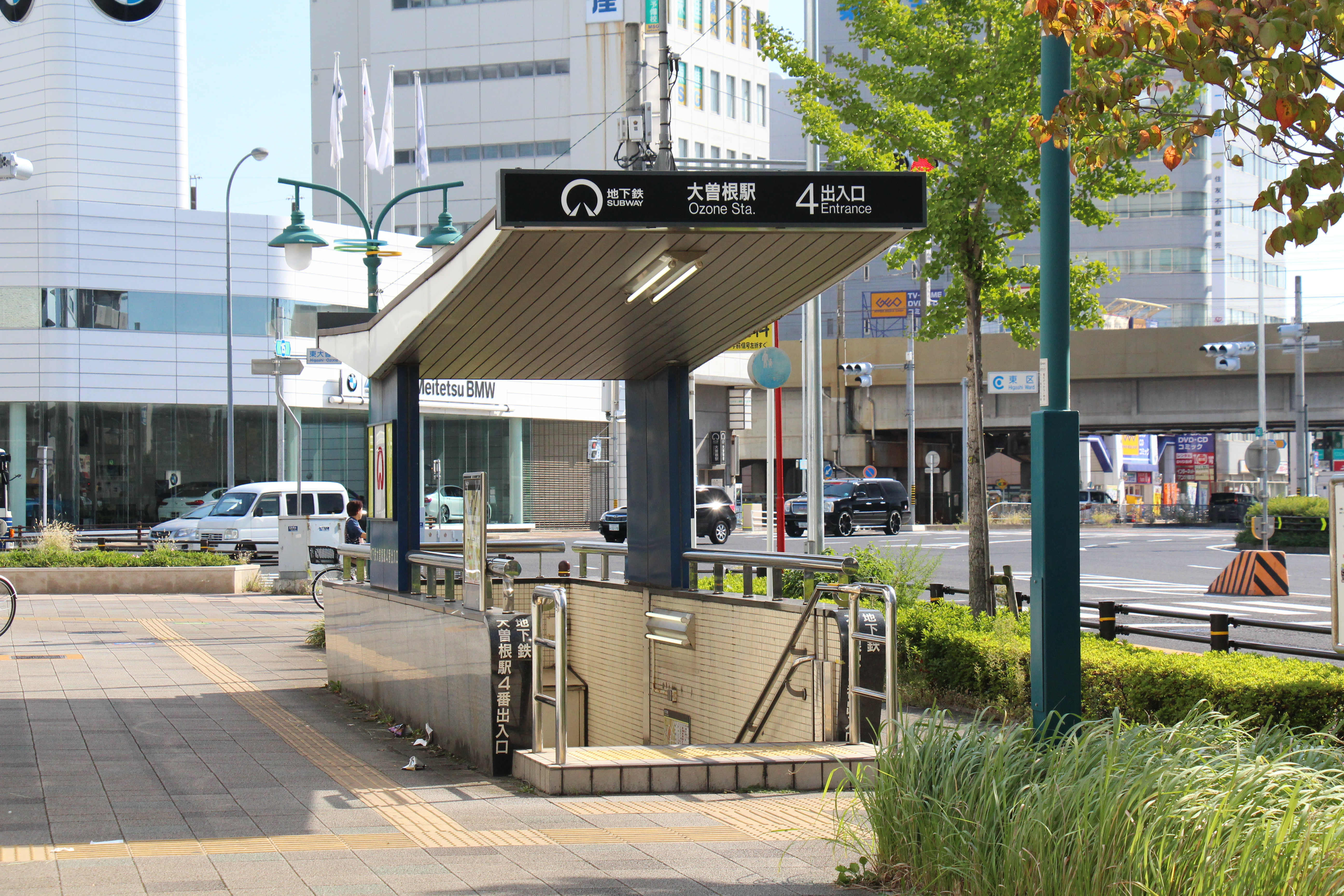
4番出入口（2017年10月）
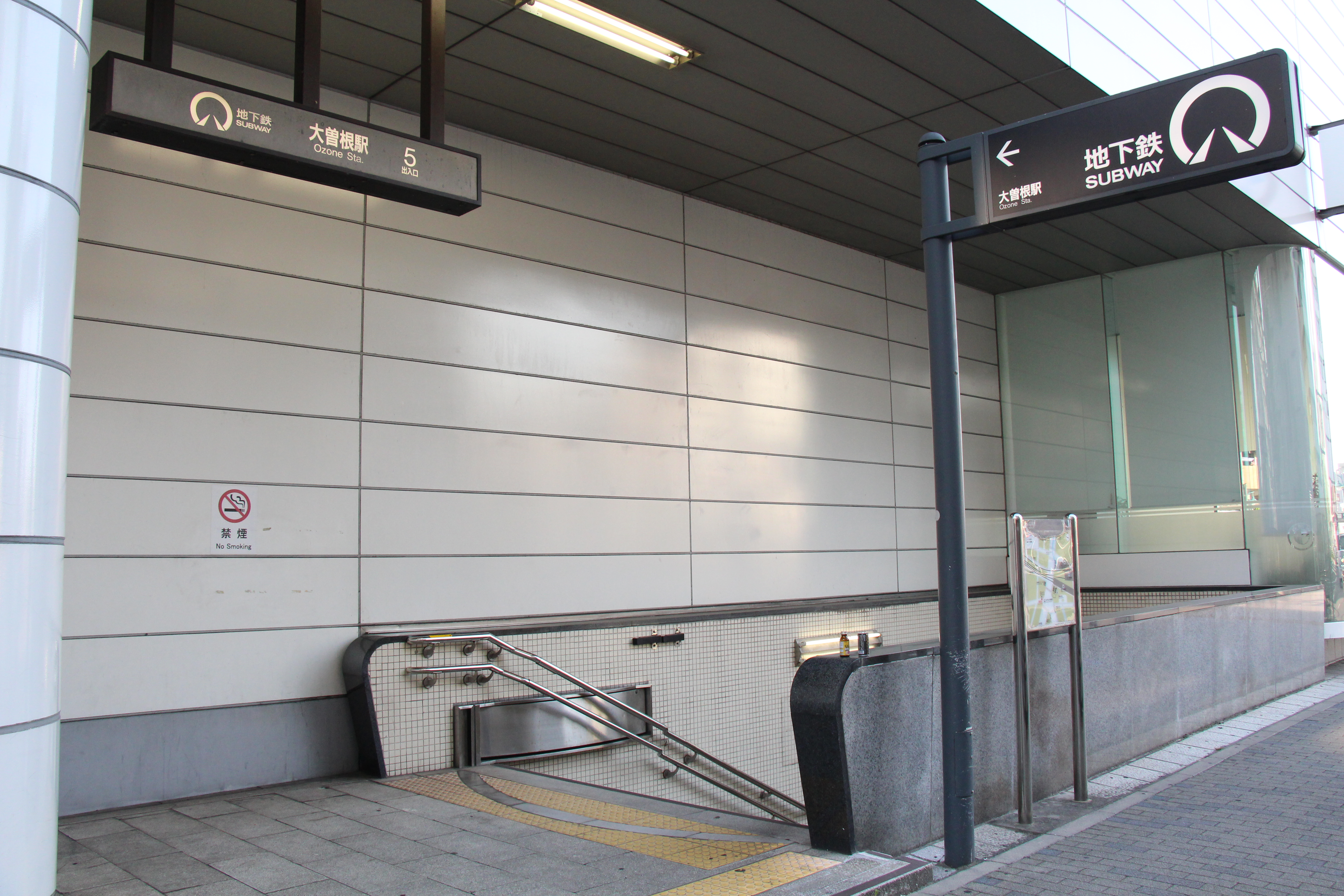
5番出入口（2019年5月）
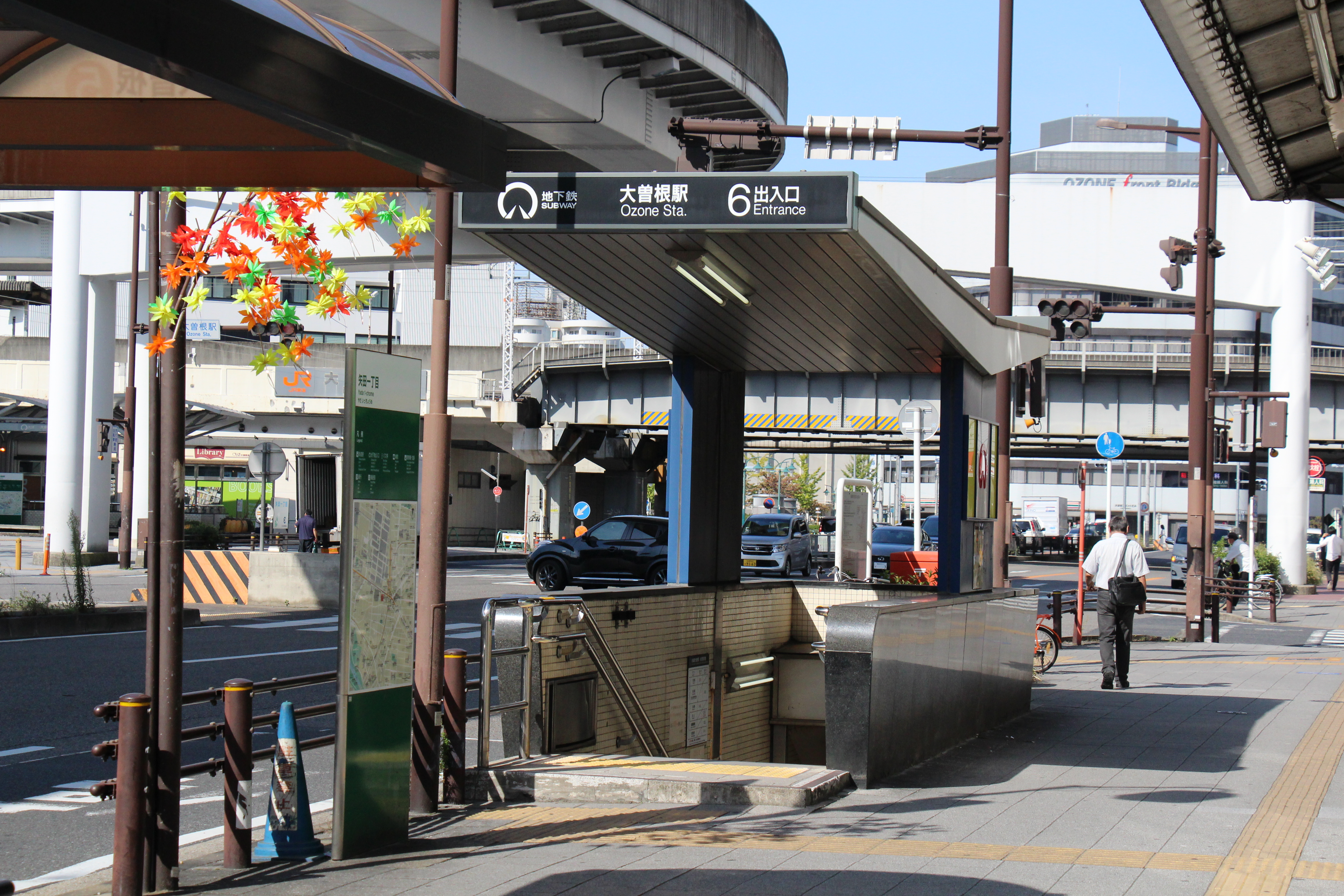
6番出入口（2017年10月）
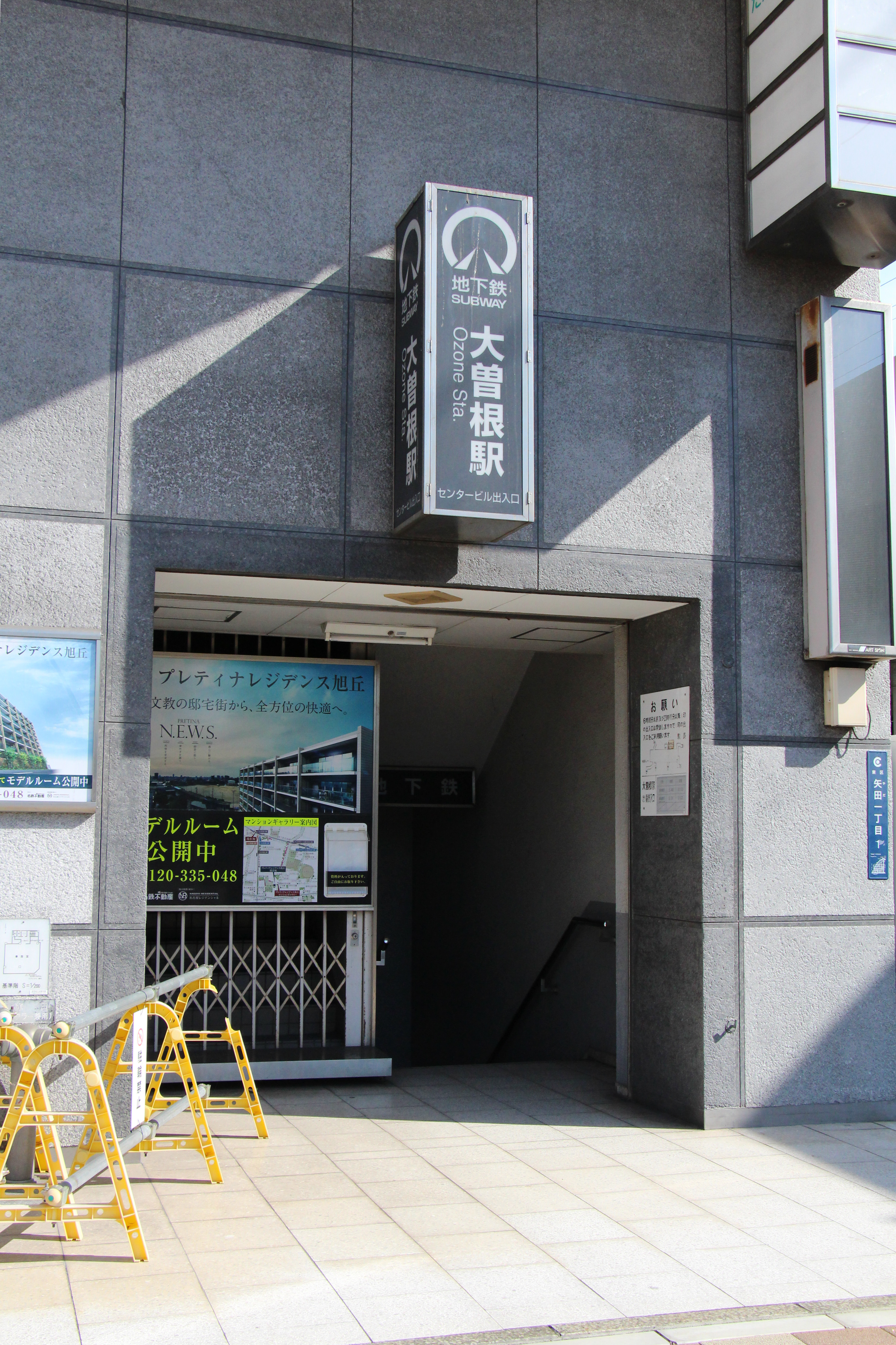
センタービル出入口（2017年10月）※現在は廃止。

## 名古屋ガイドウェイバス

### 歴史
- 2001年（平成13年）3月23日：開業[24]。

### 停留場構造
相対式ホーム2面2線を有する高架駅。名古屋ガイドウェイバスで唯一の有人駅であり、ラッシュ時の運賃精算は駅で行われる。ホームの南側に、バスが折り返すための回転場と駐車場が設けられている。回転場・駐車場にガイドレールは設置されていない。
高架下はタクシーのりばになっている。名古屋市電矢田四丁目停留場の廃止からゆとりーとラインの開業前は、この場所に名古屋市営バスのバスターミナルがあった。

#### のりば
| ホーム     | 路線       | 方向 | 行先       |
| ---------- | ---------- | ---- | ---------- |
| 乗車ホーム | ■ 志段味線 | 下り | 高蔵寺方面 |
| 降車ホーム | ■ 志段味線 | 上り | 降車専用   |

乗車ホームには乗車口が2つ存在する（1番のりば：小幡緑地・志段味交通広場行き、2番のりば：高蔵寺・志段味サイエンスパーク経由志段味交通広場行き）。

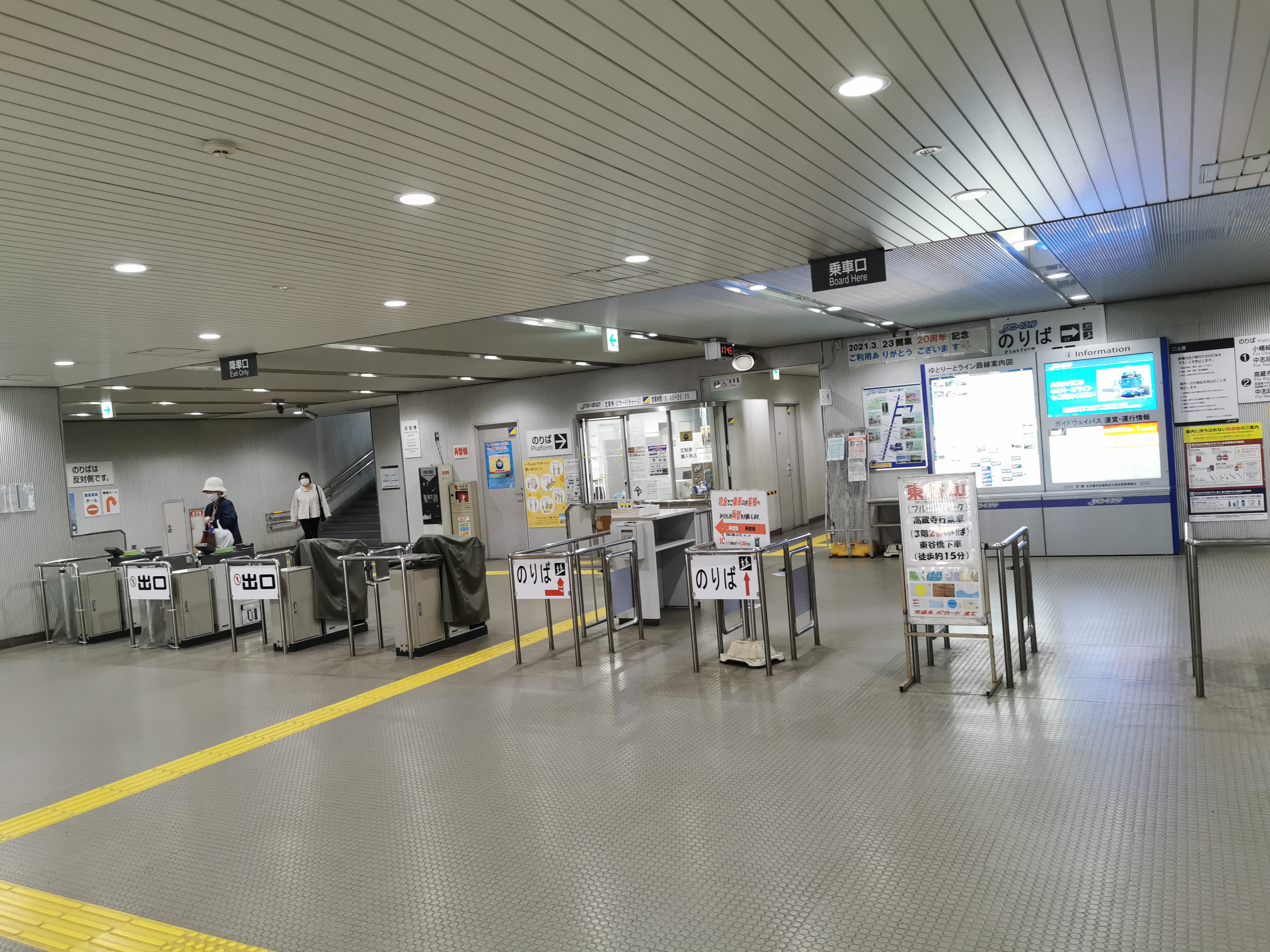
改札口（2021年4月）
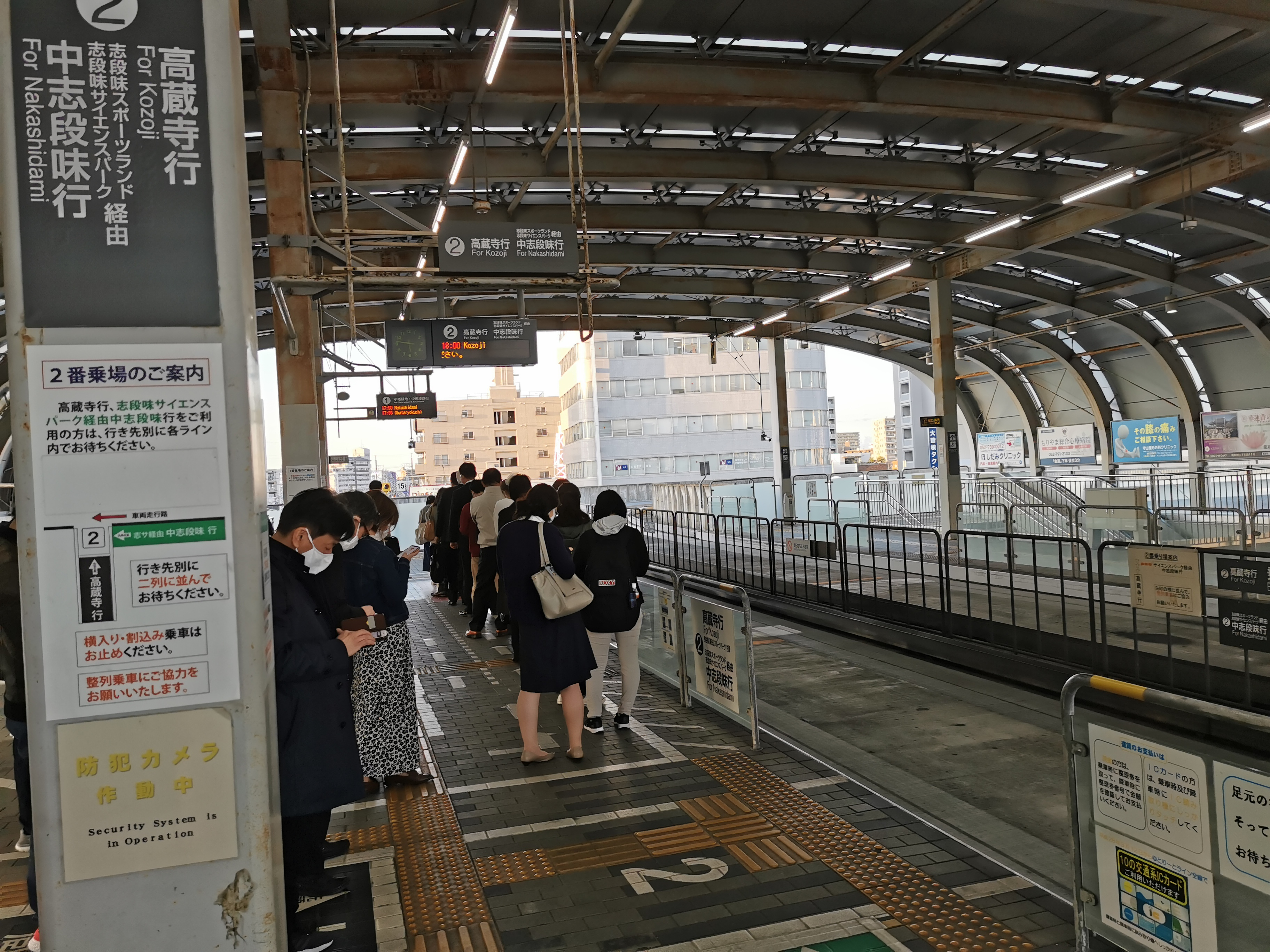
プラットホーム（2021年4月）
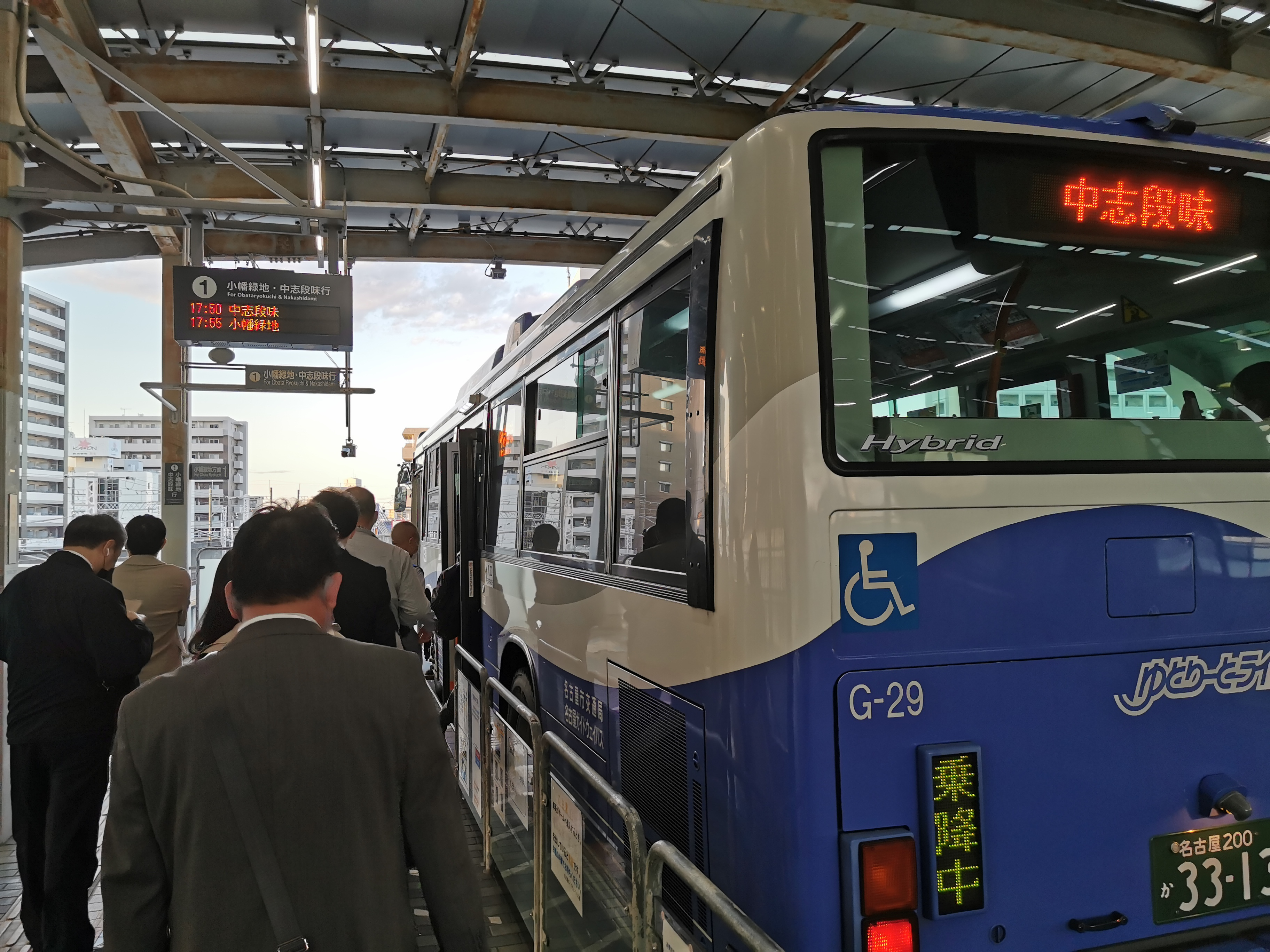
ガイドウェイバス車両（2021年4月）
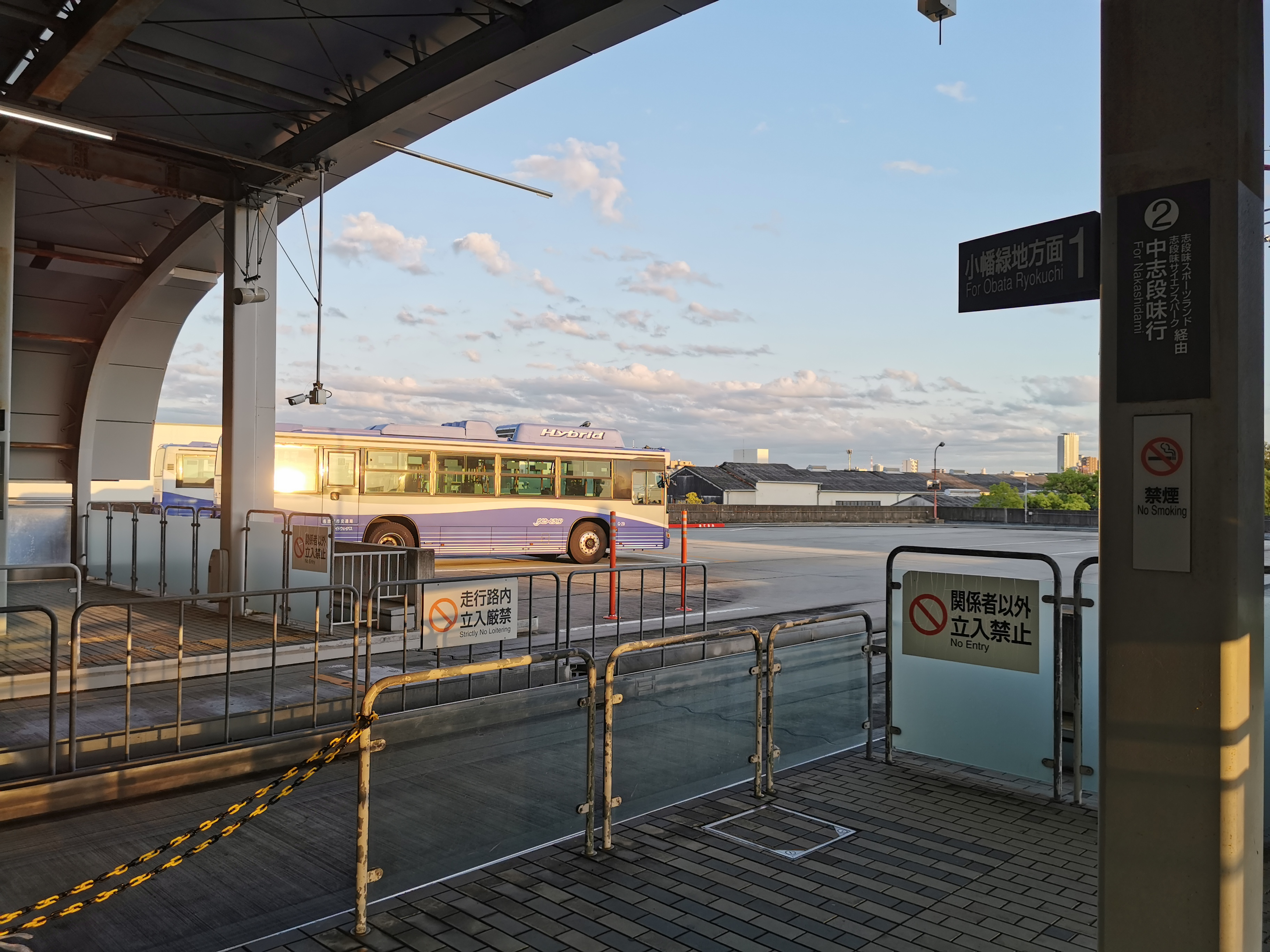
折返し回転場・駐車場（2021年4月）
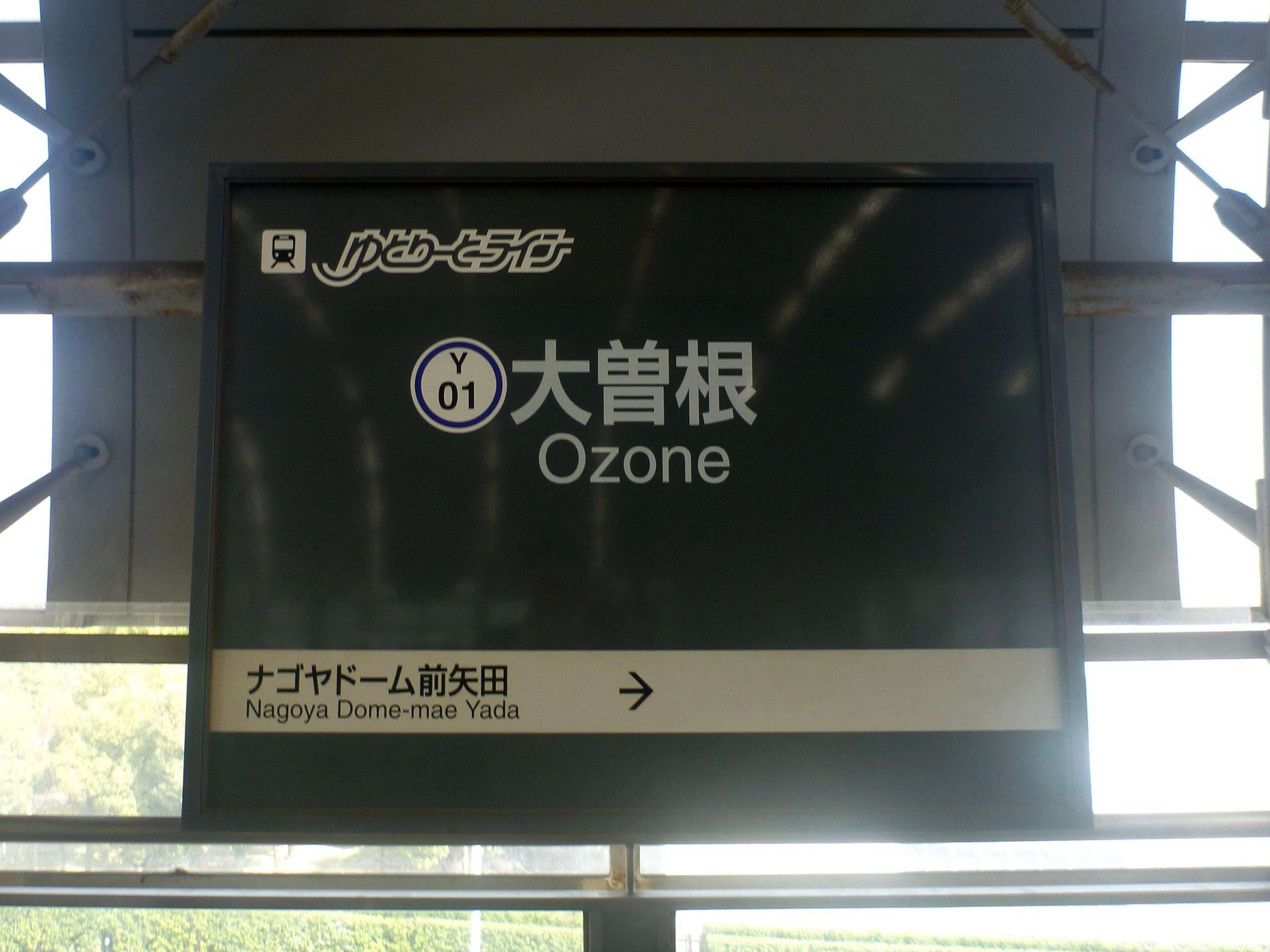
駅名標（2013年3月）

## 利用状況
| 年度               | JR（人/日） | 名鉄（人/日） | 地下鉄（人/日） | 名古屋ガイドウェイバス（人/日） |
| ------------------ | ----------- | ------------- | --------------- | ------------------------------- |
| 2000年（平成12年） | 22,024      | 10,626        | 11,914          | -                               |
| 2001年（平成13年） | 21,857      | 10,452        | 11,239          | 2,401                           |
| 2002年（平成14年） | 21,720      | 10,418        | 11,561          | 2,888                           |
| 2003年（平成15年） | 21,875      | 10,651        | 13,278          | 3,029                           |
| 2004年（平成16年） | 22,789      | 11,453        | 14,197          | 3,009                           |
| 2005年（平成17年） | 23,706      | 12,189        | 15,197          | 3,169                           |
| 2006年（平成18年） | 24,770      | 12,864        | 16,006          | 3,280                           |
| 2007年（平成19年） | 25,853      | 13,582        | 16,613          | 3,467                           |
| 2008年（平成20年） | 26,635      | 13,854        | 17,128          | 3,655                           |
| 2009年（平成21年） | 26,567      | 13,749        | 17,084          | 3,708                           |
| 2010年（平成22年） | 27,127      | 14,255        | 17,411          | 3,728                           |
| 2011年（平成23年） | 27,363      | 14,360        | 17,527          | 3,831                           |
| 2012年（平成24年） | 27,343      | 14,739        | 17,822          | 3,932                           |
| 2013年（平成25年） | 28,478      | 15,559        | 18,529          | 4,084                           |
| 2014年（平成26年） | 28,796      | 15,685        | 18,825          | 4,223                           |
| 2015年（平成27年） | 29,947      | 16,468        | 19,232          | 4,308                           |
| 2016年（平成28年） | 30,686      | 16,720        | 19,533          | 4,401                           |
| 2017年（平成29年） | 31,751      | 17,189        | 19,880          | 4,577                           |
| 2018年（平成30年） | 32,457      | 17,563        | 20,193          | 4,635                           |
| 2019年（令和元年） | 32,696      | 17,281        | 19,786          | 4,628                           |

乗車人員（人/日）は、年度別乗車人員を、その年度の暦日で除したもの（小数点以下四捨五入）である。
瀬戸線の駅では栄町駅に次いで20位中2位。名城線の駅では7位。ガイドウェイバス志段味線の駅では1位。

### 名鉄
- 『名鉄120年：近20年のあゆみ』によると2013年度当時の1日平均乗降人員は31,799人であり、この値は名鉄全駅（275駅）中9位、瀬戸線（20駅）中2位であった[26]。
- 『名古屋鉄道百年史』によると1992年度当時の1日平均乗降人員は23,104人であり、この値は岐阜市内線均一運賃区間内各駅（岐阜市内線・田神線・美濃町線徹明町駅 - 琴塚駅間）を除く名鉄全駅（342駅）中15位、瀬戸線（19駅）中2位であった[27]。
- 『名鉄 1983』によると、1981年度当時の一日平均乗降人員は16,401人であり、この値は名鉄全駅中19位であった[28]。
- 『岡崎市戦災復興誌』掲載の統計資料によると、1948年（昭和23年）11月1日 - 1949年（昭和24年）4月30日間の半期における一日平均乗降人員は6,262人であり、この値は名鉄全駅中10位であった[29]。

※ 近年では当駅で接続する連絡定期が発売されているため名鉄とJRや地下鉄とを乗り継ぐ利用者も増えている。金山駅や名古屋駅へは地下鉄よりJRの方が早くて安いために利用者数は上回っている。

## 駅周辺
- ASTY大曽根
- バンテリンドーム ナゴヤ - JR中央本線の南口から徒歩で約15分。
- 名古屋市営地下鉄名城線・上飯田線 平安通駅 - 隣駅　徒歩で約10分。
- 徳川園[1]
  - 徳川美術館[1] ３番出口から徒歩で約15分。
  - 名古屋市蓬左文庫[1] - 名古屋市博物館分館。
- 山田天満宮 - 名古屋市営地下鉄名城線の5番出口から徒歩で向かう。
- 名古屋晴明神社 - JR中央本線の南改札から徒歩で約20分だが実際には基幹バス萱場停下車が至近である。
- 大曽根本通商店街 - オゾンアベニュー。
- 大曽根商店街 - OZモール。
- メッツ大曽根 - エディオン・ヤマナカ・ユニクロ・ニトリ等の複合商業施設、名古屋市営地下鉄名城線の6番出口から徒歩で向かう。
- 名古屋大曽根駅前郵便局
- 名古屋大曽根郵便局
- 名古屋山田郵便局
- 三菱電機名古屋製作所
- 名古屋市立桜丘中学校
- 名古屋市立六郷小学校
- 愛知県立旭丘高等学校
- 愛知県立旭陵高等学校
- 十六銀行大曽根支店
- 国道19号（下街道）
- 環状線（名古屋市道名古屋環状線）
- 愛知県道15号名古屋多治見線
- 愛知県道216号大曽根停車場線

## 駅西口広場
大曽根地区総合整備事業の一環として2006年（平成18年）12月に当駅西側が整備され、地下に集客施設「OZ GARDEN」、駐車場、駐輪場、雨水の調整池の大曽根雨水調整池が、地上には市バスターミナルが完成した。地下鉄コンコースから地上へのエレベーター・エスカレータも設置されている。かつては名鉄の駅前広場の近くに屋台が数件営業していたが、上記の関係で立ち退きをした。

## バス路線

### 路線バス
最寄停留所は大曽根バス停となる。バス停は、始発となる路線のほとんどが2006年（平成18年）12月に供用開始された駅西口広場のバスターミナルに集約されている。その他の路線は、大曽根駅前の愛知県道15号名古屋多治見線、愛知県道216号大曽根停車場線上他にある。各路線ともに名古屋市営バスにより運行されている。
- 幹名駅1・名駅14：名古屋駅
- 名駅15：名古屋駅 / 黒川 / 茶屋ケ坂
- 栄15：栄 / 新守山駅
- 曽根11：緑ケ丘住宅
- 曽根13：如意車庫前
- 吹上11：吹上（振興会館）/ 御器所通
- 東巡回：茶屋ケ坂
- 北巡回：黒川
- 楠巡回：如意車庫前
- 森,新：新守山駅

なお、栄15系統と東巡回系統については大曽根駅西バス停も利用可能となっている。
古くから交通の要衝であったこともあり、かつては、名鉄バスセンターなどの名古屋駅方面から守山区、瀬戸市や春日井市方面に向かう名鉄バスやジェイアール東海バス、さらには東濃鉄道の多治見駅前行きの路線バスが六郷小学校前にあった東大曽根バス停を経由して多数運行されていたが、その後ゆとりーとライン開通もあり全廃された。また、今池方面に向かう市バスも数多く運行されており、特に市電廃止後は代替バスとして、新瑞橋駅・八事駅方面まで運行されていたが、地下鉄の延伸などにより、現在は吹上11系統等を残すだけとなっている。

### 無料送迎バス
- イオンモールナゴヤドーム前行
  - バスターミナルではなく、駅西側に発着する。なおこの場所は元の東大曽根西行きバス停である。

### 高速バス
2006年（平成18年）までは中央道高速バスのうち名鉄バスセンターと飯田市を結ぶ路線が東大曽根バス停を経由していた。

## 隣の駅
東海旅客鉄道（JR東海）
CF 中央本線 
ホームライナー
「ホームライナー瑞浪」停車駅
■快速
勝川駅 (CF06) - 大曽根駅 (CF04) - 千種駅 (CF03)
■区間快速・■普通
新守山駅 (CF05) - 大曽根駅 (CF04) - 千種駅 (CF03)
名古屋鉄道（名鉄）
ST 瀬戸線
■急行・■準急
東大手駅 (ST02) - 大曽根駅 (ST06) - 小幡駅　(ST10)
■普通
森下駅 (ST05) - 大曽根駅 (ST06) - 矢田駅 (ST07)
名古屋市営地下鉄
 名城線
平安通駅 (M11) - 大曽根駅 (M12) - ナゴヤドーム前矢田駅 (M13)
名古屋ガイドウェイバス
■ガイドウェイバス志段味線
大曽根駅 (Y01) - ナゴヤドーム前矢田駅 (Y02)